# 保险中介
保险中介是介于保险经营机构之间或者保险契約当事人之间，专门从事保险业务的咨询、推销、风险管理安排、保险价值的估量、损失鉴定、赔款理算等中介服务活动，并从中获取佣金或者手续费的实体。

## 分类
- 保险代理人是受保险人委托，在保险人授权范围内为保险人招揽保险业务，并向保险人收取手续费的实体。
- 保险经纪人是受投保人委托，代投保人向保险人订立保險契約，并向投保人收取佣金的实体。
- 保险公估人受保险当事人（保险人、被保险人或受益人）委托，进行保险标的的价值、风险程度评估；勘察检验；损失鉴定；赔款理算等业务的实体。

## 保险代理人

### 保险代理人的特点
保险代理人代表保险人的利益，在保险人委托范围内开展业务，行为导致的法律责任由保险人承担，收入来源于保险人为所代理业务支付的手续费。

### 保险代理人的种类
- 专业保险代理人

专业保险代理人一般是一家公司，在法律上具有独立法人资格。专业保险代理人代理保险业务的范围根据保险人的委托，主要包括代理销售保单、代理收取保险费、代理勘察和理赔。透過銀行保險、經紀網絡、策略性結盟及直銷渠道，為香港人士提供個人人壽、投資相連、意外及醫療保險產品。
- 兼业保险代理人

兼业保险代理人一般是一家公司，在从事该公司业务的同时，利用该公司业务的方便，代理销售保险业务。兼业保险代理人主要代理推销保险单、代理收取保险费。兼业保险代理人代理的保险业务受到《保险兼业代理许可证》和与保险人签订的《保险兼业代理契約》规定的业务范围的双重限制。一般来说，铁路部门代理货运保险；民航部门代理航空意外伤害保险；金融机构通过柜员、网点、客户经理等人力物力优势代理销售人寿保险、汽车保险等；企业为满足职工特定险种的需求而开展职工养老保险、家庭财产保险等。
- 个人保险代理人

个人保险代理人只能为一家人寿保险公司代理个人人身保险业务。

### 专业保险代理人的存在形式和成立条件
专业保险代理人应当是合伙企业、有限责任公司或者股份有限公司。
成立专业保险代理人有如下条件：
- 人员：合伙企业需要两个以上有民事行为能力的合伙人；有限责任公司需要2-50个股东；股份有限公司有5个以上的发起人。
- 规定：合伙企业需要有合法的合伙协议；有限公司需要有合法的公司章程。
- 资本：注册资本至少5,000万元；
- 合法的企业名称、组织机构和住所。
- 半数以上的员工持有《保险代理从业人员资格证书》。
- 存在合规的高级管理人员。

### 如何成为保险代理从业者
首先应通过资格认定考试获得当地保险监督管理机关颁发的《保险代理从业人员资格证书》；然后和保险人或者专业保险代理机构签订保险代理契約，并获得其颁发的保险代理人展业证书后，就成为保险代理从业人员并可从事保险代理活动了。
有下列情况之一的不能取得保险代理资格：曾受到刑事处罚的；曾违反有关金融保险法律、行政法规、规章而受到处理者、保险监管机关认定不宜从事保险代理业务的。

## 保险经纪人

### 保险经纪人的特点
保险经纪人通常代表委托其行为的投保人的利益；保险经纪人因过错造成客户的损失，由保险经纪人承担有关法律责任；保险经纪人的业务范围主要包括保险业务的咨询和招揽、保险标的的估价、代索赔代追偿、投保人风险管理咨询服务等；保险经纪人主要收入来源于保险人处收取的佣金，其他收入来源有从投保人、被保险人或者咨询人处收取的手续费、佣金和咨询服务费。

### 保险经纪人的存在形式及成立条件
保险经纪人应当是有限责任公司或者股份有限公司。成立保险经纪人必须具备如下条件：
- 存在合法的股东或发起人；
- 存在合法的公司章程；
- 注册资本至少5000万元；
- 存在合法的公司名称、组织机构和住所；
- 半数员工持有保险经纪从业人员资格证书；
- 存在合规的高级管理人员。

### 如何成为保险经纪从业者
保险经纪从业人员提供服务必须通过保险经纪公司进行。成为保险经纪从业人员必须通过保险监督管理机关组织的考试，并获得《保险经纪从业人员资格证书》；并获得欲加入的保险经纪公司的执业证书，方可从事保险经纪业务。
有下列情况之一不能获得保险经纪从业人员资格认定：无完全民事行为能力或者限制民事行为能力的；年龄不满18周岁的；资格认定申请前5年内曾受到刑事处罚或者行政处罚的。

## 保险公估人

### 保险公估人的特点
保险公估人通常不代表保险契約任何当事人的利益，仅从公正的角度进行公估活动。保险公估人因过错导致保险契約当事人的损失，由保险公估人承担有关法律责任。保险公估人主要业务是对保险标的的价值评估和检验，损失的查勘与理算等。保险公估人的收入来源是委托人提供的佣金。

### 保险公估人的存在形式及成立条件
保险公估人可以是合伙企业、有限责任公司或者股份有限公司。合伙企业、有限责任公司、股份有限公司成立的条件基本上分别与专业保险代理人的条件相同，不同的是员工应有2/3的人持有《保险公估从业人员资格证书》，成立有限责任公司的，注册资本不少于1,000万元。

### 如何成为保险公估从业人员
1. 通过资格考试，取得《保险公估从业人员资格证书》；
2. 经保险监督管理机关批准、并在有关部门注册；
3. 有合法的最低资本金，交存一定量的保证金或者投保职业责任保险。
4. 受到保险公估人的聘用。。

## 争论

### 个人保险代理人的身分归属
根据中国大陆的法律法规，个人保险代理人应该是独立的法人，他们从事代理保险业务的活动，通常要和保险公司签订代理契約。工商部门和税务部门认为他们应该是符合个体工商户的标准，应该向工商行政管理机关申请领取营业执照并向税务机关申请税务证明材料，才可以营业。但是实际的情况是，个人保险代理人根据保险监管机关的要求，必须归属于一家保险公司。通常的情况是，保险公司成立专门的管理机构管理这些个人保险代理人，进行培训代扣税金，并对其实行类似于职员的管理，所以几乎没有个人保险代理人办理营业执照和完税证明的。工商机关和税务机关曾经大面积地对保险公司要求罚款和整改，保险公司则通过保险监管机关和这两个政府部门协商，并产生了未被公布的妥协。个人保险代理人的身分问题就维持现状，至今未有明晰的结论。